# Nowy pan na zamku
Nowy pan na zamku (ang. The New Laird of Castle McDuck) – opublikowany w 1993 komiks Dona Rosy, będący piątą częścią serii Życie i czasy Sknerusa McKwacza.

## Fabuła
Akcja rozgrywa się w 1885 roku. Sknerus McKwacz, po otrzymaniu telegramu od rodziny, wraca do zamku na Ponurych Wzgórzach, gdzie dowiaduje się, że siedziba McKwaczów i tereny wokół niej mają być, na polecenie szeryfa okręgowego, wystawione na publiczną licytację z powodu nieopłacania przez McKwaczów należnych podatków. To bardzo wygodna sytuacja dla Wiskerwillów, którzy planują nabyć Ponure Wzgórza i zburzyć zamek.
Opiewającym na 10 tysięcy dolarów czekiem, jaki przywiózł ze sobą Sknerus, klan będzie w stanie zapłacić podatki na długie lata naprzód. Zdający sobie z tego sprawę Wiskerwillowie wymyślają plan: Angus Wiskerwill wyzywa młodego McKwacza na pojedynek, a w tym samym czasie Fenton Wiskerwill ma ukraść czek.
Pojedynek, dzięki pomocy sir Kwasteriera, kończy się nieoczekiwanie: Sknerus pokonuje Angusa, ale sam zostaje trafiony przez piorun i wpada do rzeki. Niedługo potem budzi się w nieznanym miejscu, u boku sir Kwaksteriera. Przodek Sknerusa prowadzi go przed trybunał klanu McKwaczów: jego członkowie ustalają, że gdyby sir Kwaksterier nie wmieszał się w spór, to Angus Wiskerwill zostałby rażony piorunem.
McKwacze decydują się sprawdzić los Sknerusa w wielkiej księdze rodu. Fakt, że syn Fergusa ma stać się największym na Ziemi skąpcem, groszorobem, pogromcą domokrążców i poborców podatkowych, ostatecznie ich przekonuje, że młodemu kaczorowi warto pomóc. Przywracają go do życia (na dnie rzeki, do której wpadł), a Sknerus, z pomocą dziesięciocentówki, uwalnia się ze zbroi, którą włożył na czas pojedynku, i wydostaje się na powierzchnię. Odbiera Fentonowi skradziony czek i wysyła ojca do najbliższego banku, by go zrealizował.
Wszystko kończy się szczęśliwie: podatki zostają zapłacone na wiele lat do przodu, a Sknerus oznajmia Fergusowi, że planuje znów wyruszyć w podróż.